# .hn
.hn ist die länderspezifische Top-Level-Domain (ccTLD) von Honduras. Sie existiert seit dem 16. April 1993 und wird von Red de Desarrollo Sostenible Honduras verwaltet.

## Eigenschaften
Jede natürliche oder juristische Person darf eine .hn-Domain anmelden, ein Wohnsitz beziehungsweise eine Niederlassung in Honduras sind nicht erforderlich. Insgesamt kann eine .hn-Domain zwischen drei und 63 Stellen lang sein, nur alphanumerische Zeichen sind nutzbar.

## Sonstiges
In Heilbronn wird diese Top-Level-Domain für Webseiten genutzt, um einen lokalen Bezug herzustellen, da sie dem Autokennzeichen der Stadt (HN) entspricht.
Im September 2009 versuchten Regierungsvertreter, die Einstellung der .hn anzuordnen und die Verwaltung auf die staatliche Behörde für Telekommunikation zu übertragen. Die Vergabestelle widersprach der Anordnung und machte ihren offiziellen Vertrag mit der ICANN geltend.
International ist .hn vergleichsweise unbedeutend. Die teuerste Domain sex.hn wechselte im Jahr 2007 für 2800 US-Dollar den Eigentümer.

## Weblink
- Offizielle Website der Vergabestelle